# Hamid Termina
Hamid Termina (* 5. März 1977) ist ein ehemaliger marokkanischer Fußballspieler.

## Karriere
Termina begann seine Profikarriere 1999 beim marokkanischen Erstligisten Wydad Casablanca. Im Jahr 2000 wechselte er zum deutschen Bundesligisten Energie Cottbus, kam dort in vier Jahren jedoch lediglich zu drei Einsätzen in der A-Mannschaft. 2004 kehrte er zurück nach Marokko, zunächst zum Zweitligisten Racing de Casablanca, 2007 dann zu Olympique Safi in der 1. Liga. Im Juni 2008 wechselte er zu Sarawak FA, einer Zweitligamannschaft aus Malaysia. Als der malaysische Fußballverband jedoch im August 2008 überraschend beschloss, nur noch einheimische Spieler in den malaysischen Profiligen zuzulassen, musste Termina seinen neuen Verein noch vor Beginn der neuen Saison wieder verlassen und sich, wie auch alle anderen ausländischen Fußballprofis in Malaysia, nach einem neuen Verein umsehen. Er wechselte im September 2008 zum libanesischen Erstligisten Safa SC Beirut, wo er nach der Saison 2011/2012 seine Karriere beendete.